# Jürgen Rullkötter
Jürgen Rullkötter (* 1948 in Oldenburg) ist ein deutscher Geochemiker und ehemaliger Direktor am Institut für Chemie und Biologie des Meeres (ICBM) der Carl von Ossietzky Universität Oldenburg.

## Werdegang
Rullkötter studierte in Braunschweig Chemie und promovierte  1974 an der Universität Köln. Von 1975 bis 1991 war er Wissenschaftlicher Mitarbeiter des Instituts für Erdöl und Organische Geochemie im Forschungszentrum Jülich. 1986 erfolgte die Habilitation an der Universität Köln mit Arbeiten zu molekularen Fossilien in Tiefseesedimenten. 1991 wurde Jürgen Rullkötter auf den Lehrstuhl Organische Geochemie am ICBM berufen.

## Forschung
An der Oldenburger Universität gehört Rullkötter zu den Initiatoren der „Forschergruppe Biogeochemie des Watts“, die auf Beschluss der Deutschen Forschungsgemeinschaft eingerichtet wurde. Die Gruppe, deren Sprecher Rullkötter auch ist, will mit ihren Untersuchungen ein grundsätzliches Verständnis für wichtige in einem Watt ablaufende Prozesse gewinnen. U. a. sollen biologische und chemische Reaktionen untersucht und ein mathematisches Ökosystem-Modell entwickelt werden.
Darüber hinaus ist Jürgen Rullkötter an dem deutsch-israelisch-palästinensischen Forschungsprojekt „Reinigung von verschmutztem Meerwasser durch Cyanobakterien“ beteiligt. Jürgen Rullkötter ist ferner Mitglied der „GoMRI Gulf of Mexico Research Initiative“, die Auswirkungen von Ölverschmutzungen im Nachgang zur Katastrophe der Ölbohrplattform Deepwater Horizon untersucht.

## Norddeutscher Wissenschaftspreis
Im Jahre 2012 ist die DFG-Forschergruppe unter ihrem Sprecher Jürgen Rullkötter mit dem Norddeutschen Wissenschaftspreis ausgezeichnet worden. Der Preis würdigt hervorragende norddeutsche Kooperationen in der Meeresforschung.

## Werke
- Vom Kuckucksei zum Leuchtturm: Meeresforschung an der Universität Oldenburg. Isensee, Oldenburg 2016, ISBN 978-3-7308-1274-7.